# Edgefield (Norfolk)
Edgefield è un villaggio e parrocchia civile dell'Inghilterra, appartenente alla contea del Norfolk.